# Large Electron-Positron Collider

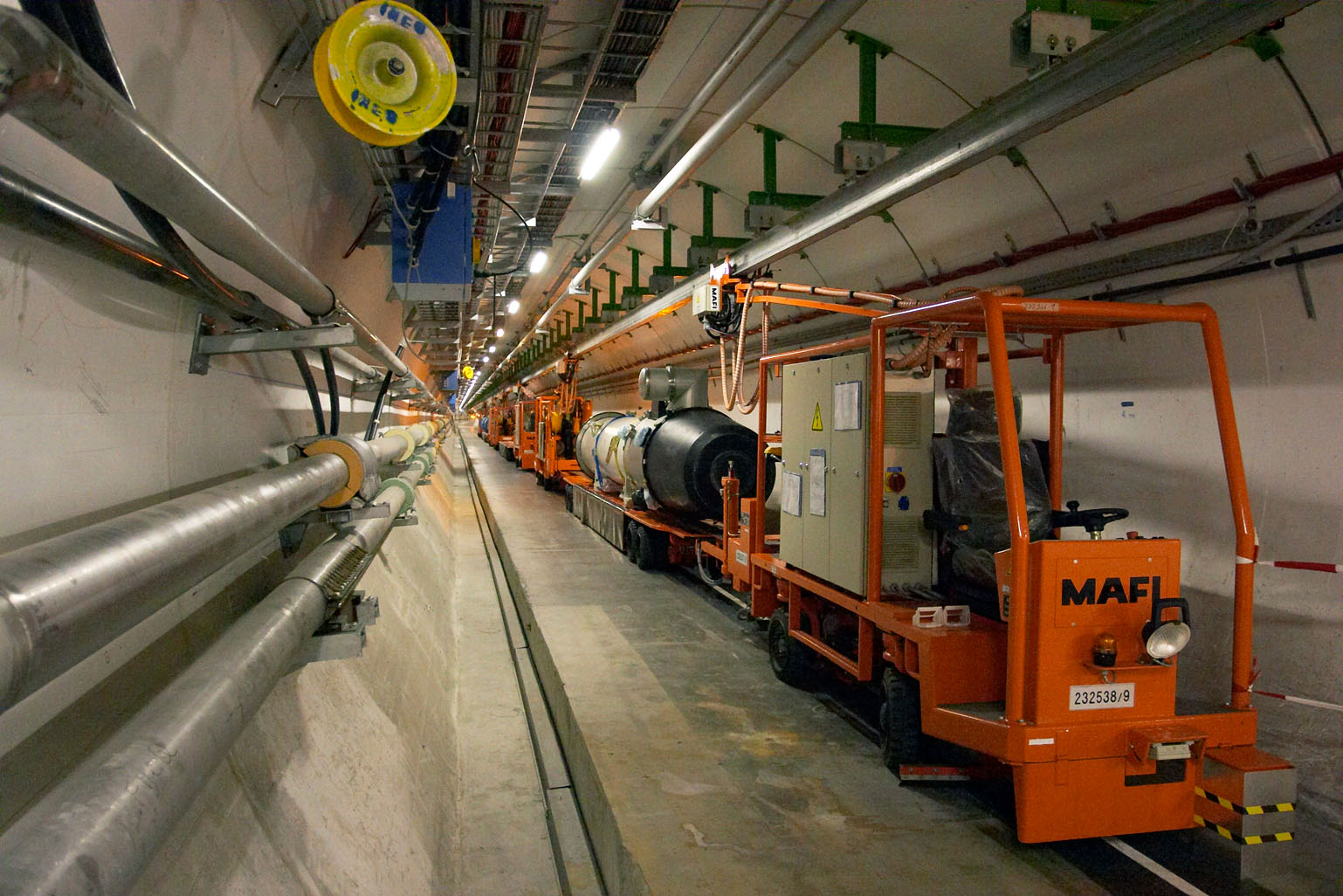
Il tunnel di LEP al CERN, nel quale oggi sono alloggiati i magneti di LHC

Large Electron-Positron Collider  (LEP) è stato uno dei più grandi acceleratori di particelle mai costruito. Ha operato al CERN di Ginevra a partire dal 1989. Era un anello di accumulazione circolare, di 27 chilometri di circonferenza, costruito in un tunnel sotterraneo al confine tra  Svizzera e Francia, presso Meyrin e Prevessin, che collideva elettroni e positroni. È stato disattivato nel 2000 e successivamente rimosso per fare posto al nuovo Large Hadron Collider (LHC).

## Storia
Quando LEP entrò in funzione nel 1989 accelerava elettroni e positroni fino ad un'energia totale nel centro di massa di circa 91 GeV, sufficiente per la produzione del bosone Z, che ha appunto una massa di circa 91 GeV. L'acceleratore fu aggiornato successivamente per aumentare l'energia massima, migliorando la precisione delle misure sul suddetto Z e sui bosoni W± (ciascuno dei quali ha una massa di circa 80 GeV), e permettendo di tentare la ricerca del bosone di Higgs. La massima energia raggiunta è stata di 209 GeV nel 2000. 
LEP si basava, come tutti i grandi acceleratori circolari del CERN, sulla tecnologia del sincrotrone, unita al principio dell'anello di collisione materia-antimateria proposto da Bruno Touschek nel 1960. Il progetto di base della gigantesca macchina era lo stesso del suo pionieristico anello AdA, costruito nel 1962, pur con le ovvie complicazioni dovute alla scala enormemente superiore.

Da un punto di vista della fisica di base, un collisore e+e- è per molti versi preferibile alle altre alternative, dato che l'evento di annichilazione tra due leptoni dà origine a prodotti di reazione relativamente semplici da analizzare ed interpretare. Nella collisione fra due adroni quali possono essere i protoni, invece, entra in gioco la forza forte, ed hanno luogo reazioni molto più complesse e la produzione di grandi sciami di particelle che complicano di molto la rilevazione.

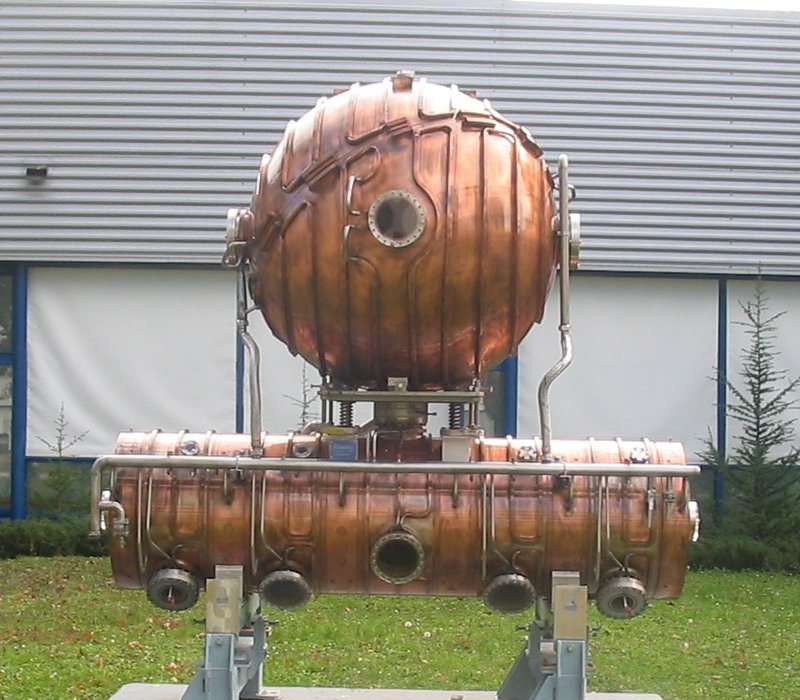
Una vecchia cavità a radiofrequenza di LEP, in esposizione al CERN

Sfortunatamente, però, la scarsa massa degli elettroni fa sì che un fascio altamente accelerato di queste particelle irraggi via molta radiazione di sincrotrone, ovvero perda costantemente dell'energia cinetica convertendola in raggi X. Alle energie raggiunte da LEP, rimpiazzare costantemente l'energia perduta divenne estremamente difficile: nel corso degli anni il tunnel fu riempito al massimo possibile di cavità RF acceleratrici, utilizzandone ben 344 per spingere i fasci sino a 104,5 GeV. (All'inizio della campagna sperimentale ne erano state installate solo 128, e di minor potenza).
Per questo motivo, è probabile che LEP abbia raggiunto il limite massimo per la tecnologia del collisore elettrone-positrone, e dunque alla fine del 2000 fu spento e smantellato per consentire la costruzione del nuovo LHC nel suo tunnel: questa macchina utilizza protoni, e pur usando solo otto cavità è al contrario limitata dalla forza dei suoi magneti di guida, non dalla capacità di accelerazione.

## Descrizione

### Rivelatori
LEP aveva quattro rivelatori, costruiti nei quattro punti dove i fasci di particelle ed antiparticelle venivano incrociati per consentire le collisioni. I quattro rivelatori a LEP furono: Aleph, Delphi, Opal e L3.

### Risultati
I risultati degli esperimenti di LEP hanno consentito di effettuare misure di 
precisione e di verificare con accuratezza molte delle previsioni del Modello Standard. 
Tra le misure più importanti, la massa del bosone Z e del bosone W, 
e la determinazione del numero di neutrini leggeri.
Al termine della presa dati, i dati dei quattro esperimenti LEP hanno dato
indicazioni di una possibile presenza del bosone di Higgs con una massa
vicina a 115 GeV. Tuttavia, il segnale è risultato insufficiente per 
determinarne l'evidenza sperimentale. È interessante notare che il valore 
della massa del segnale osservato dal LEP è anche molto vicino al valore misurato presso LHC (125,09 ± 0,24) GeV in seguito alla scoperta della particella.